# Байрон (округ Монро, Вісконсин)
Байрон (англ. Byron) — місто (англ. town) в США, в окрузі Монро штату Вісконсин. Населення — 1234 особи (2020).

## Демографія
Згідно з переписом 2010 року, у місті мешкали 1342 особи в 519 домогосподарствах у складі 375 родин. Було 592 помешкання
Расовий склад населення:
| - 87,4 % — білих - 10,1 % — корінних американців - 0,5 % — азіатів - 0,4 % — чорних або афроамериканців |

До двох чи більше рас належало 1,6 %. Частка іспаномовних становила 1,9 % від усіх жителів.
За віковим діапазоном населення розподілялося таким чином: 23,2 % — особи молодші 18 років, 61,9 % — особи у віці 18—64 років, 14,9 % — особи у віці 65 років та старші. Медіана віку мешканця становила 42,8 року. На 100 осіб жіночої статі у місті припадало 112,3 чоловіків;  на 100 жінок у віці від 18 років та старших — 111,5 чоловіків також старших 18 років.
Середній дохід на одне домашнє господарство  становив 61 605 доларів США (медіана — 46 678), а середній дохід на одну сім'ю — 67 986 доларів (медіана — 54 196). Медіана доходів становила 45 607 доларів для чоловіків та 37 303 долари для жінок. За межею бідності перебувало 14,0 % осіб, у тому числі 14,1 % дітей у віці до 18 років та 4,8 % осіб у віці 65 років та старших.
Цивільне працевлаштоване населення становило 531 особа. Основні галузі зайнятості: освіта, охорона здоров'я та соціальна допомога — 20,7 %, виробництво — 16,2 %, роздрібна торгівля — 9,0 %, будівництво — 8,9 %.